# Perugia Officina per la Scienza e la Tecnologia
Il POST, acronimo di Perugia Officina per la Scienza e la Tecnologia, è il museo interattivo dedicato alla cultura scientifica della città di Perugia.

## Storia
L'idea di realizzare un centro della scienza nasce nel marzo 1999 dall'intuizione di alcuni scienziati e dell'arch. Giovanna Chiuini.
Nell'autunno 2000 il comune di Perugia sviluppa il progetto del POST per iniziativa della dott.ssa Anna Calabro.
Al progetto aderisce anche la provincia di Perugia con lavori edili di ristrutturazione.
Il Ministero dell'Istruzione, dell'Università e della Ricerca aderisce al progetto stipulando un accordo biennale con il comune di Perugia. La collaborazione rispecchia le iniziative per la diffusione della cultura scientifica, legge 6 del 10 gennaio 2000.
Il comune di Perugia destina al POST il complesso del monastero Domenicano di San Tommaso. I lavori di ristrutturazione terminano nella primavera 2003.
Il POST è stato inaugurato il 17 dicembre del 2003 e dal 2005 è gestito dalla Fondazione POST.
Dal 2006 la Fondazione POST è riconosciuta dal MIUR tra le principali istituzioni italiane nell'ambito della divulgazione scientifica.
Dopo circa sei mesi di chiusura nel corso del 2019, dovuta a carenza di liquidità, il Centro della Scienza, che dal febbraio 2020 ha iniziato ad erogare anche il servizio Digipass per il Comune di Perugia, ha riaperto al pubblico il 6 novembre 2019 con un nuovo consiglio di amministrazione, presieduto dall'Avv. Francesco Gatti di Perugia. 
Dopo la chiusura imposta nel corso del 2020 a causa della pandemia da COVID-19, il museo ha riaperto in data 8 maggio 2021 con una mostra retrospettiva sulla Apple completamente autoprodotta dal titolo "M@c R-Evolution". . Alla mostra si accompagnano attività laboratoriali a tema per bambini e ragazzi. La Fondazione, che d'estate eroga anche innovativi Campus estivi per bambini per il consapevole avvicinamento alla cultura scientifica, opera in stretta collaborazione con Umbria Jazz, con il LABDIA di Spoleto, con Sviluppumbria, con la Direzione Regionale Musei dell'Umbria del MIBACT, e con la Fondazione per l'Istruzione Agraria di Perugia, con il Centro di Ateneo dei Musei Scientifici dell'Università per gli Studi di Perugia e con il Dipartimento di Scienze Agrarie, Alimentari e Ambientali della stessa Università, sulla base di convenzioni e protocolli stipulati nel corso dell'anno 2021. Dopo un altro periodo di crisi, dovuto ai tagli dei fondi ministeriali, la Fondazione, nell'autunno del 2023, si arricchisce con l'ingresso della società mista pubblico-privata Gesenu s.p.a., attenta a tematiche scientifiche e ambientali, con un nuovo consiglio di amministrazione, sempre presieduto dall'Avv. Francesco Gatti del Foro di Perugia. 